# Giả cầy

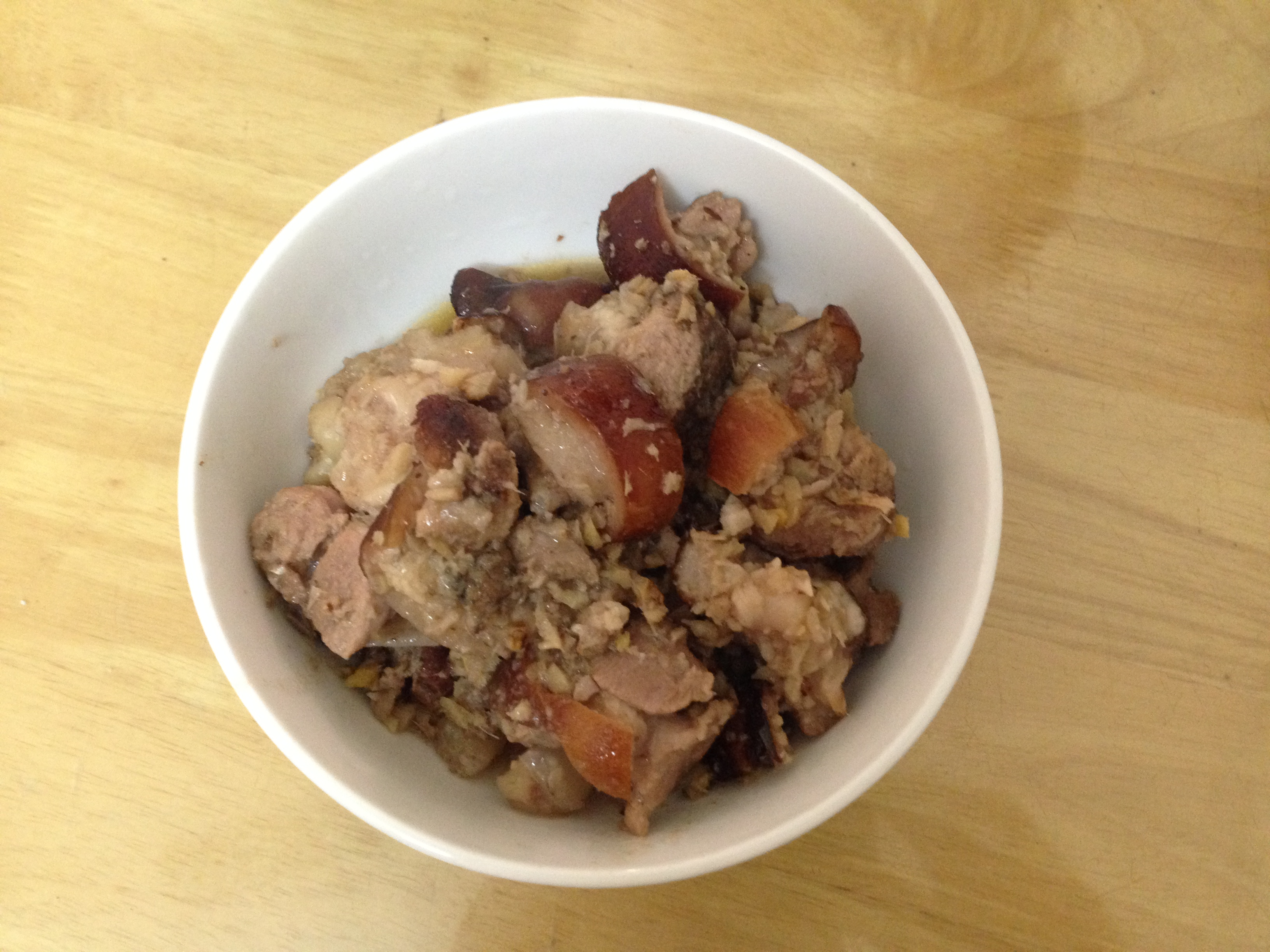
Món giả cầy thành phẩm

Giả cầy là một món ăn khá phổ biến của người Việt trên nhiều vùng miền của đất nước, được làm từ chân giò lợn với các nguyên liệu và gia vị tẩm ướp khiến món ăn cho hương vị gần tương tự thịt cầy. Do vậy món được gọi với tên "giả cầy" (món ăn làm giả thịt chó, "cầy" là tên dân dã để chỉ chó).

## Nguyên liệu
Cách chế biến giả cầy đơn giản và thích hợp với mọi người tại mọi vùng miền của đất nước. Nguyên liệu để chế biến món giả cầy gồm chân giò lợn (bao gồm thịt chân giò và phần móng giò), sả, riềng, mì chính, các loại rau gia vị, mắm tôm, cơm mẻ (hay có thể thay bằng sữa chua không đường, me quả).
Với 4 người ăn, lượng nguyên liệu gồm 1 kg giò heo, 1 củ nghệ, 1 củ riềng, 1 thìa canh mắm tôm, 1/2 bát cơm mẻ. Gia vị, nước mắm vừa đủ ăn, 1.2 kg bún hoặc cơm trắng.

## Thực hiện
Chân giò, móng giò thui vàng sậm màu cánh gián bằng lửa rơm là tốt nhất, tuy nhiên trong điều kiện thành phố có thể thui vàng đều chân giò bằng giấy báo quấn nhiều lớp, hoặc bếp gaz. Móng giò tháo khớp, chặt miếng to; thịt chân giò thái to hơn quân cờ.. Giã nhuyễn riềng, củ nghệ sau đó lọc lấy nước cốt. Mẻ giết bằng muối, khuấy với ít nước để lọc lấy nước mẻ (nếu làm từ sữa chua thì bỏ sữa ra khỏi tủ lạnh 12 tiếng, khi dùng đánh đều lên cho sánh). Mắm tôm khuấy chút nước lọc sạch sạn.

Ướp móng giò, chân giò với mắm tôm, nước riềng, nghệ, gia vị, mẻ, đậy kín cho vào tủ lạnh trong một khoảng thời gian nhất định, ít nhất là 1 tiếng đồng hồ, cho thịt ngấm đều. Thời gian ướp càng lâu món giả cầy càng ngon đậm đà.
Khử dầu ăn trong chảo với hành khô cho thơm rồi xào kỹ chân giò vừa ướp.
Tùy thích nấu đặc hay loãng thành canh mà người nội trợ cho lượng nước nhiều hay ít. Tuy nhiên, thường thấy giả cầy được nấu với lượng nước vừa phải để thành phẩm sánh, sền sệt gần tương tự món nhựa mận. Đổ nước sôi xâm xấp nguyên liệu trong nồi, đun nhỏ lửa tới khi chín mềm. Tuy nhiên sẽ là một thất bại nếu món giả cầy chín nhừ quá mức khiến xương thịt nát rời. Miếng móng giò thành phẩm giả cầy cần mềm vừa phải, vẫn còn độ sần sật là được.
Nêm nếm gia vị vừa ăn, nếu chưa đủ chua có thể bổ sung thêm nước me hoặc nước cơm mẻ. Một số người giữ lại chút riềng giã nhuyễn và chỉ cho vào nồi khi món giả cầy gần được. Chút riềng này không bị hầm nhừ, nhiều hương vị khiến món giả cầy thơm ngon hơn.

## Trình bày và thưởng thức
Giả cầy được múc ra bát, gia thêm hành hoa, ngò gai hay húng dũi thái nhỏ, ăn nóng với bún hoặc cơm trắng. Một số rau dưa ăn kèm thích hợp cho món ăn này có thể kể đến là hành tây ngâm dấm, rau mùi, dưa chuột.

## Biến thể
Giả cầy có thể được làm với nguyên liệu chính, thay vì chân giò lợn, là thịt ngan hay thịt vịt.
Món ăn có cách chế biến gần tương tự như giả cầy nhưng được làm từ chính thịt chó có tên gọi là nhựa mận (hay rựa mận, rượu mận tùy phương ngữ).

## Ngôn ngữ
Từ "giả cầy" được sử dụng trong cả khẩu ngữ và văn viết với hàm ý về thứ gì đó giả hoặc không chuẩn xác, không đạt chuẩn của thứ nguyên bản, ví dụ: "vốn tiếng Anh giả cầy" (tức là trình độ tiếng Anh kém, chưa học đến nơi đến chốn), "nghệ thuật/văn nghệ giả cầy" (các loại hình "nghệ thuật" không đạt giá trị nghệ thuật, không có phẩm chất của một tác phẩm nghệ thuật).